# لیان کرول
لیان کرول (انگلیسی: Liane Carroll؛ زادهٔ ۹ فوریهٔ ۱۹۶۴) یک موسیقی‌دان است. وی از سال ۱۹۸۰ میلادی تاکنون مشغول فعالیت بوده‌است.